# World So Cold
«World So Cold» (англ. Такий холодний світ) — третій сингл третього студійного альбому канадського рок-гурту Three Days Grace — «Life Starts Now». В США пісня вийшла 3 серпня 2010.

## Список пісень
Промо-сингл
1. "World So Cold" - 4:03

## Чарти
| Чарт (2010)                           | Місце |
| ------------------------------------- | ----- |
| U.S. Billboard Mainstream Rock Tracks | 1     |
| U.S. Billboard Rock Songs             | 3     |
| U.S. Billboard Alternative Songs      | 13    |
| Canada (Canadian Hot 100)             | 94    |
| Canada (Canadian Rock Songs)          | 5     |

## Продажі
| Регіон     | Сертифікація (таблиця продажів та сертифікатів) |
| ---------- | ----------------------------------------------- |
| США (RIAA) | Платина (+1,000 000 копій)                      |